# یون هیون-هی
یون هیون-هی (انگلیسی: Yun Hyon-hi؛ زادهٔ ۹ سپتامبر ۱۹۹۲) بازیکن فوتبال اهل کره شمالی است.
وی همچنین در تیم ملی فوتبال زنان کره شمالی بازی کرده است.